# Deflexula pacifica
Deflexula pacifica är en svampart som först beskrevs av Kobayasi, och fick sitt nu gällande namn av Corner 1950. Deflexula pacifica ingår i släktet Deflexula och familjen mattsvampar.   Inga underarter finns listade i Catalogue of Life.